# Ковыршин, Евгений Сергеевич
Евге́ний Серге́евич Ковы́ршин (бел. Яўген Сяргеевіч Кавыршын); 25 января 1986, Электросталь, СССР) — белорусский хоккеист, нападающий. Воспитанник электростальского хоккея.

## Карьера
Евгений Ковыршин начал свою профессиональную карьеру в 2004 году в составе клуба белорусской экстралиги «Брест», выступая до этого за фарм-клуб родного электростальского «Кристалла». За два сезона, проведённых в «Бресте», Евгений провёл на площадке 44 матча, в которых он набрал 6 (1+5) очков, после чего подписал контракт с «Керамином». В своём первом же сезоне в составе нового клуба Ковыршин стал обладателем серебряных медалей белорусского первенства, а год спустя он вместе с командой поднялся на высшую ступень пьедестала почёта. Всего в составе «Керамина» Евгений провёл три сезона, набрав за это время 61 (20+41) очко в 109 матчах.
15 мая 2009 года Ковыршин заключил однолетнее соглашение с минским «Динамо», однако в КХЛ он заиграть не сумел и большую часть сезона он вновь провёл в белорусской Экстралиге в составе солигорского «Шахтёра», с которым во второй раз в своей карьере взял серебро турнира, в 60 матчах набрав 50 (19+31) очков. Благодаря такой успешной игре, 27 сентября 2010 года руководство минчан приняло решение подписать с игроком новый контракт сроком на один год, однако, проведя в составе «Динамо» лишь 14 матчей, и набрав 1 (0+1) очко, 28 ноября Евгений покинул клуб и вновь отправился в «Шахтёр», где за оставшуюся часть сезона набрал 24 (12+12) очка в 30 матчах.
Сезон 2011/12 Ковыршин также успешно начал в Солигорске, в 16 матчах набрав 17 (5+12) очков, после чего его пригласило на просмотр руководство череповецкой «Северстали», с которой 15 ноября 2011 года он и заключил двухлетнее соглашение. 15 ноября в матче против московского «Спартака» Евгений забросил свою первую шайбу в КХЛ. Всего за оставшуюся часть сезона в череповецком клубе Ковыршин принял участие в 40 матчах, записав на свой счёт 12 (6+6) результативных баллов.

### Международная
В составе сборной Белоруссии Евгений Ковыршин принимал участие в семи чемпионатах мира (2009-2015).

### Достижения
- Серебряный призёр чемпионата Белоруссии (2): 2007, 2010.
- Чемпион Белоруссии 2008.
- Обладатель Кубка Шпенглера 2009.

## Статистика
| Легенда | Легенда                    | Легенда | Легенда                   | Легенда | Легенда    |
| ------- | -------------------------- | ------- | ------------------------- | ------- | ---------- |
| И       | Количество проведённых игр | Штр     | Штрафное время            | +/−     | Плюс-минус |
| Г       | Голы                       | П       | Голевые передачи          | О       | Очки       |
| -       | Статистика неизвестна      | —       | Статистика не учитывалась |         |            |

### Клубная карьера
- a В этом сезоне в «Плей-офф» учитывается статистика игрока в Кубке Надежды.

### Международная
| Турнир  | Место | Игр | Г | П | Очк | +/- | Штр |
| ------- | ----- | --- | - | - | --- | --- | --- |
| ЧМ-2009 | 8     | 7   | 0 | 0 | 0   | --  | 4   |
| ЧМ-2010 | 10    | 6   | 0 | 2 | 2   | +1  | 0   |
| ЧМ-2011 | 14    | 6   | 1 | 3 | 4   | +1  | 4   |
| ЧМ-2012 | 14    | 7   | 2 | 2 | 4   | -2  | 0   |